# Согэ
Согэ (кит. 娑葛, пиньинь Suoge) — тюргешский каган с 708 года. Сын Ушлика; когда Согэ стал каганом, началось гражданская война между сары- и кара-тюргешам

## Правление
В 708 году Согэ сам провозгласил себя каганом. Тюргешский каганат усилился и мог выставить около 300 000 воинов. Чтобы наладить отношения с новым каганом, танское правительство отправило Ашину Хауайдао к Согэ, чтобы вручить грамоту, знамя и четырёх придворных девушек. Согэ также отправил посла в Чанъань, где Тан Чжун-цзун принял его на военном параде с 10 000 конницы.
Вскоре в каганате вспыхнула война с ханом Кули-Чури. У кагана не хватало сил, чтобы подавить восстание, и он просил Тан вмешаться. Но Кули-Чури успел отправить танскому министру Цзун Чукхэ тысячу лянов серебра. Министр встал на сторону Кули-Чури и даже советовал использовать тибетцев против Согэ. Пин Цзябао был отправлен Цзун Чукэ к кагану. Видя, что китайцы настроены против него, каган убил Цзябао и его курьеров и отправил своего брата Чжена атаковать китайскую границу. Ню Шицзян, наместник Аньси, встретил тюрок у города Хошаочэн и был разбит ими и убит. Согэ говорил, что требует голову Чукхэ. Император решил не ссориться и вопрос удалось замять.
Вскоре Чжен, недовольный тем, что брат дал ему мало людей и власти, восстал и откочевал в Восточно-тюркский каганат к Капаган кагану. Чжен предлагал совместными усилиями свергнуть Согэ. Капаган каган вторгся в каганат и разбил Согэ, который погиб в битве.